# Michał Dobrowolski
Michał Dobrowolski (ur. 29 listopada 1831 w guberni mińskiej, zm. 17 sierpnia 1898 we Włocławku) – naczelnik Rządu Narodowego w Mińsku, polski działacz narodowy i społeczny w guberni mińskiej, ziemianin, zesłaniec. Brat prezydenta Włocławka Włodzimierza Dobrowolskiego.

## Życie
Pracował w kancelarii gubernatora cywilnego w Mińsku. Działał w polskich organizacjach narodowych w guberni mińskiej. Współpracował z Kamilą Marcinkiewiczówną i Piotrem Czekotowskim w komitecie niesienia pomocy buntownikom i wygnańcom z Królestwa Polskiego w Mińsku. W czasie powstania styczniowego był naczelnikiem Rządu Narodowego miasta Mińska. Skazany za działalność powstańczą na zesłanie i konfiskatę majątku Czaczkowo. Karę odbywał w kopalniach soli w Usolu. Po powrocie z zesłania zamieszkał w Warszawie a potem we Włocławku. Był wyznania unickiego. Ożenił się w Królestwie. Miał jedną córkę. Jego brat Włodzimierz był prezydentem Włocławka.
Zmarł 17 sierpnia 1898 r. we Włocławku i tam został pochowany. Na jego nagrobku napisano: 
ś.p. Michał Dobrowolski  ur. 29. XI. 1831 zm. 17.VIII.1898. Uczestnik powstania 1863 r, Naczelnik Rządu Narodowego m. Mińska Litewskiego. Więzień syberyjski, Cześć Jego pamięci.